# Receptor acoplado à proteína G
Receptores acoplados à proteína G (GPCRs), também são conhecidos como receptores de domínio transmembrana de sete passagens, receptores 7TM, receptores heptaélicos, receptores de serpentina e receptores ligados à proteína G (GPLR). Eles formam um grande grupo de proteínas que estão relacionadas de forma evolutiva, são receptores da superfície celular responsáveis por detectar moléculas fora da célula e ativar respostas celulares. Eles passam através da membrana celular sete vezes na forma de seis alças (três alças extracelulares interagindo com moléculas de ligantes, três alças intracelulares interagindo com proteínas G, uma região extracelular N-terminal e uma região intracelular C-terminal) de resíduos de aminoácidos, sendo por isso chamados de receptores sete transmembrana. Os ligantes podem se ligar ao terminal N extracelular e às alças (por exemplo, receptores de glutamato) ou ao sítio de ligação dentro das hélices transmembranares. Todos eles são ativados por agonistas, mesmo que também tenha sido observada uma auto ativação espontânea de um receptor vazio.
Os receptores acoplados à proteína G são encontrados somente em eucariotos, incluindo leveduras e coanoflagelados. Os ligantes que se ligam e ativam esses receptores incluem compostos sensíveis à luz, odores, feromônios, hormônios e neurotransmissores, podem estár desde moléculas pequenas a peptídeos e proteínas grandes. Os receptores estão envolvidos em muitas doenças.
Existem duas vias principais de transdução de sinal envolvendo os receptores acoplados à proteína G:
- a via do sinal cAMP e
- a via de sinalização do fosfatidilinositol.[4]

Quando um ligante se liga ao GPCR, causa uma mudança conformacional no GPCR, fazendo com que atue como um fator de troca de nucleotídeos guanina (GEF). O GPCR consegue ativar uma proteína G associada, trocando o GDP ligado à proteína G por um GTP. A subunidade α da proteína G, juntamente com o GTP ligado, podendo assim se dissociar das subunidades β e γ.
Os GPCRs são um importante alvo de medicamentos e aproximadamente 34% de todos os medicamentos aprovados pela Food and Drug Administration (FDA) têm como alvo 108 membros desta família. Estima-se que os GPCRs sejam alvos de cerca de 50% dos medicamentos atualmente no mercado, pois existe o seu envolvimento em vias de sinalização relacionadas a muitas doenças, como: distúrbios mentais, metabólicos (endocrinológicos), imunológicos (infecções virais), cardiovasculares, inflamatórios, distúrbios dos sentidos, e câncer. Existe associação entre GPCRs e muitas substâncias endógenas e exógenas, levando a vários resultados (e.x.:analgesia).
Papéis fisiológicos
Os receptores acoplados à proteína G, estão envolvidos em uma ampla variedade de processos fisiológicos. Algumas de suas funções fisiológicas incluem:
O sentido visual: as opsinas utilizam uma reação de fotoisomerização para traduzir a radiação eletromagnética em sinais celulares. A rodopsina, por exemplo, utiliza a conversão de 11-cis-retinal em totalmente trans-retinal para esse fim.
O sentido gustativo (paladar): GPCRs nas células gustativas medeiam a liberação de gustaducina em resposta a substâncias de sabor amargo, umami e doce.
O sentido do olfato: receptores do epitélio olfativo ligam odorantes (receptores olfativos) e feromônios (receptores vomeronasais)
Regulação comportamental e do humor: os receptores no cérebro dos mamíferos ligam vários neurotransmissores diferentes, incluindo serotonina, dopamina, histamina, GABA e glutamato
Regulação da atividade e inflamação do sistema imunológico: os receptores de quimiocinas ligam ligantes que medeiam a comunicação intercelular entre as células do sistema imunológico; receptores como os receptores de histamina ligam-se a mediadores inflamatórios e envolvem tipos de células alvo na resposta inflamatória. Os GPCRs também estão envolvidos na modulação imunológica, por exemplo. g. regulando a indução de interleucina ou suprimindo as respostas imunes induzidas por TLR das células T.
Transmissão do sistema nervoso autônomo: Os sistemas nervosos simpático e parassimpático são regulados pelas vias GPCR, responsáveis pelo controle de muitas funções automáticas do corpo, como pressão arterial, frequência cardíaca e processos digestivos.
Detecção de densidade celular: Um novo papel do GPCR na regulação da detecção de densidade celular.
Modulação da homeostase (por exemplo, balanço hídrico).
Envolvido no crescimento e metástase de alguns tipos de tumores.
Usado no sistema endócrino para hormônios derivados de peptídeos e aminoácidos que se ligam a GCPRs na membrana celular de uma célula-alvo. Isto ativa o AMPc, que por sua vez ativa diversas quinases, permitindo uma resposta celular, como a transcrição.
Estrutura do receptor
GPCRs são proteínas integrais de membrana que possuem sete domínios que abrangem a membrana ou hélices transmembranas.  As partes extracelulares do receptor podem ser glicosiladas . Estas alças extracelulares também contém dois resíduos de cisteína altamente conservados que formam ligações dissulfeto para estabilizar a estrutura do receptor. Algumas proteínas de hélice de sete transmembranas (canalrodopsina) que se assemelham aos GPCRs podem conter canais iônicos, dentro de sua proteína.
Em 2000, a primeira estrutura cristalina de um GPCR de mamífero, a da rodopsina bovina (1F88), foi resolvida.  Em 2007, a primeira estrutura de um GPCR humano foi resolvida.   Esta estrutura GPCR do receptor β 2 -adrenérgico humano provou ser altamente semelhante à rodopsina bovina. As estruturas dos GPCRs ativados ou ligados a agonistas também foram determinadas.  Essas estruturas indicam como a ligação do ligante no lado extracelular de um receptor leva a alterações conformacionais no lado citoplasmático do receptor. A maior mudança é um movimento para fora da parte citoplasmática da 5ª e 6ª hélice transmembrana (TM5 e TM6). A estrutura do receptor beta-2 adrenérgico ativado em complexo com Gs confirmou que o Gα se liga a uma cavidade criada por esse movimento.
Os GPCRs são estruturas semelhantes a algumas outras proteínas com sete domínios transmembranares, como rodopsinas microbianas e receptores de adiponectina 1 e 2 (ADIPOR1 e ADIPOR2). Mas, estes receptores e canais não se associam às proteínas G.
Relações estrutura-função
Em termos de estrutura, os GPCRs são caracterizados por um terminal N extracelular , seguido por sete hélices α transmembranares (7-TM) (TM-1 a TM-7) conectadas por três intracelulares (IL-1 a IL-3) e três alças extracelulares (EL-1 a EL-3) e, finalmente, um terminal C intracelular. O GPCR organiza-se em uma estrutura terciária semelhante a um barril, com as sete hélices transmembrana formando uma cavidade dentro da membrana plasmática que serve um domínio de ligação ao ligando que é frequentemente coberto por EL-2. Os ligantes também podem se ligar a outros lugares, no entanto, como é o caso de ligantes mais volumosos (por exemplo, proteínas ou peptídeos grandes ), que em vez disso interagem com as alças extracelulares, ou, como ilustrado pelos receptores metabotrópicos de glutamato classe C (mGluRs), os N- cauda terminal. Os GPCRs de classe C distinguem-se pela sua grande cauda N-terminal, que também contém um domínio de ligação ao ligante. Após a ligação do glutamato a um mGluR, a cauda N-terminal sofre uma mudança conformacional que leva à sua interação com os resíduos das alças extracelulares e dos domínios TM. O efeito final de todos os três tipos de ativação induzida por agonista é uma mudança nas orientações relativas das hélices da TM (comparada a um movimento de torção), levando a uma superfície intracelular mais ampla e à "revelação" de resíduos das hélices intracelulares e dos domínios da TM cruciais. para sinalizar a função de transdução (isto é, acoplamento da proteína G). Os agonistas e antagonistas inversos também podem ligar-se a vários locais diferentes, mas o efeito final deve ser a prevenção desta reorientação da hélice da TM.
A estrutura das caudas N e C-terminais dos GPCRs também pode servir funções importantes além da ligação ao ligante. Por exemplo, o terminal C dos receptores muscarínicos M3 é suficiente, e o domínio polibásico de seis aminoácidos (KKKRRK) no terminal C é necessário para a sua pré-montagem com proteínas Gq.  Em particular, o terminal C frequentemente contém resíduos de serina (Ser) ou treonina (Thr) que, quando fosforilados , aumentam a afinidade da superfície intracelular para a ligação de proteínas de estrutura chamadas β- arrentinas (β-arr).  Uma vez ligadas, as β-arrestinas previnem estericamente o acoplamento da proteína G e podem recrutar outras proteínas, levando à criação de complexos de sinalização envolvidos na ativação da via da quinase regulada por sinal extracelular ( ERK ) ou na endocitose do receptor (internalização). Como a fosforilação destes resíduos Ser e Thr ocorre frequentemente como resultado da ativação do GPCR, o desacoplamento da proteína G mediado por β-arr e a internalização dos GPCRs são mecanismos importantes de dessensibilização.  Além disso, existem "megacomplexos" internalizados que consistem em um único GPCR, β-arr (na conformação da cauda),  e proteína G heterotrimérica e podem ser responsáveis pela sinalização proteica dos endossomos.
Um último tema estrutural comum entre os GPCRs é a palmitoilação de um ou mais locais da cauda C-terminal ou das alças intracelulares. A palmitoilação é a modificação covalente de resíduos de cisteína (Cys) por meio da adição de grupos acil hidrofóbicos e tem o efeito de direcionar o receptor para microdomínios ricos em colesterol e esfingolipídios da membrana plasmática, chamados jangadas lipídicas . Como muitas das moléculas transdutoras e efetorasdos GPCRs (incluindo aquelas envolvidas nas vias de feedback negativo ) também são direcionadas para jangadas lipídicas, isso tem o efeito de facilitar a sinalização rápida do receptor.
Os GPCRs respondem a sinais extracelulares mediados por uma enorme diversidade de agonistas, variando de proteínas a aminas biogênicas e prótons, mas todos transduzem esse sinal através de um mecanismo de acoplamento à proteína G. Isto é possível graças a um domínio do fator de troca de nucleótidos guanina (GEF) formado principalmente por uma combinação de IL-2 e IL-3 juntamente com resíduos adjacentes das hélices TM associadas.
Mecanismo
O receptor acoplado à proteína G é ativado por um sinal externo na forma de um ligante ou outro mediador de sinal. Isto cria uma mudança conformacional no receptor, causando a ativação de uma proteína G. O efeito adicional depende do tipo de proteína G. As proteínas G são subsequentemente inativadas por proteínas ativadoras de GTPase, conhecidas como proteínas RGS.
Ligação de ligante
Os GPCRs incluem um ou mais receptores para os seguintes ligantes: mediadores de sinais sensoriais (por exemplo, moléculas estimuladoras de luz e olfato ); adenosina , bombesina , bradicinina , endotelina , ácido γ-aminobutírico ( GABA ), fator de crescimento de hepatócitos ( HGF ), melanocortinas , neuropéptido Y , péptidos opióides , opsinas , somatostatina , GH , taquicininas , membros da família dos péptidos intestinais vasoativos , e vasopressina ; aminas biogênicas (por exemplo, dopamina , epinefrina , norepinefrina , histamina , serotonina e melatonina ); glutamato ( efeito metabotrópico ); glucagon ; acetilcolina ( efeito muscarínico ); quimiocinas ; mediadores lipídicos da inflamação (por exemplo, prostaglandinas , prostanóides , fator ativador de plaquetas e leucotrienos ); hormônios peptídicos (por exemplo, calcitonina , anafilatoxina C5a , hormônio folículo-estimulante [FSH], hormônio liberador de gonadotrofina [GnRH], neuroquinina , hormônio liberador de tireotropina [TRH] e oxitocina ); e endocanabinóides .
Os GPCRs que atuam como receptores para estímulos ainda não identificados são conhecidos como receptores órfãos . No entanto, em contraste com outros tipos de receptores que foram estudados, em que os ligandos se ligam externamente à membrana, os ligandos dos GPCRs ligam-se tipicamente dentro do domínio transmembranar. Contudo, os receptores ativados por proteases são ativados pela clivagem de parte do seu domínio extracelular.
Mudança conformacional
A transdução do sinal através da membrana pelo receptor não é completamente compreendida. Sabe-se que, no estado inativo, o GPCR está ligado a um complexo heterotrimérico de proteína G. A ligação de um agonista ao GPCR resulta em uma mudança conformacional no receptor que é transmitida à subunidade G α ligada da proteína G heterotrimérica através da dinâmica do domínio proteico. A subunidade G α ativada troca GTP no lugar do GDP, o que por sua vez desencadeia a dissociação da subunidade G α do dímero G βγ e do receptor. As subunidades dissociadas G α e G βγ interagem com outras proteínas intracelulares para continuar a cascata de transdução de sinal enquanto o GPCR liberado é capaz de se religar a outra proteína G heterotrimérica para formar um novo complexo que está pronto para iniciar outra rodada de transdução de sinal.
Acredita-se que uma molécula receptora exista em um equilíbrio conformacional entre estados biofísicos ativos e inativos.  A ligação de ligantes ao receptor pode deslocar o equilíbrio em direção aos estados ativos do receptor. Existem três tipos de ligantes: agonistas são ligantes que mudam o equilíbrio em favor de estados ativos; agonistas inversos são ligantes que alteram o equilíbrio em favor de estados inativos; e antagonistas neutros são ligantes que não afetam o equilíbrio. Ainda não se sabe exatamente como os estados ativo e inativo diferem um do outro.
Referências
1. 1 2   V.; Li, Lei; Huang, Qingsheng; Ren, Pei-Gen (1 de janeiro de 2013). "Capítulo Três - Receptor de Obestatina na Homeostase Energética e Patogênese da Obesidade". Em Tao, Ya-Xiong (ed.). Progresso em Biologia Molecular e Ciência Translacional. Receptores acoplados à proteína G na homeostase energética e na patogênese da obesidade. Vol. 114. Imprensa Acadêmica. págs. 89–107. doi:10.1016/B978-0-12-386933-3.00003-0. ISBN 9780123869333. PMID23317783  .
2. 1 2 3 4   Trzaskowski B, Latek D, Yuan S, Ghoshdastider U, Debinski A, Filipek S (2012). “Ação de interruptores moleculares em GPCRs - estudos teóricos e experimentais”. Química Medicinal Atual. 19(8): 1090–109. doi:10.2174/092986712799320556. PMC3343417. _ PMID22300046.
3. ↑  Rei N, Hittinger CT, Carroll SB (julho de 2003). "A evolução das principais famílias de proteínas de sinalização e adesão celular é anterior às origens animais" . Ciência . 301 (5631): 361–3. Bibcode : 2003Sci...301..361K . doi : 10.1126/science.1083853 . PMID12869759 . _ S2CID9708224 .
4. ↑  Gilman AG (1987) . "Proteínas G: transdutores de sinais gerados por receptores". Revisão Anual de Bioquímica. 56(1): 615–49. doi:10.1146/annurev.bi.56.070187.003151. PMID3113327.
5. ↑  Wettschureck N, Offermanns S (outubro de 2005). "Proteínas G de mamíferos e suas funções específicas do tipo celular". Revisões Fisiológicas. 85(4): 1159–204. doi:10.1152/physrev.00003.2005. PMID16183910.
6. 1 2   Hauser AS, Chavali S, Masuho I, Jahn LJ, Martemyanov KA, Gloriam DE, Babu MM (janeiro de 2018). "Farmacogenômica de alvos de medicamentos GPCR". Célula. 172(1–2): 41–54.e19.
<ref> Real Academia Sueca de Ciências (10 de outubro de 2012). "Prêmio Nobel de Química 2012 Robert J. Lefkowitz, Brian K. Kobilka" .
7. ↑   Saroz Y, Kho DT, Glass M, Graham ES, Grimsey NL (dezembro de 2019). "Sinais do receptor canabinóide 2 (CB 2 ) via G-alfa-s e induz a secreção de citocinas IL-6 e IL-10 em leucócitos primários humanos" . Farmacologia ACS e Ciência Translacional . 2 (6): 414–428. doi : 10.1021/acsptsci.9b00049 . PMC7088898 . _ PMID 32259074.
8. ↑   Sharma N, Akhade AS, Qadri A (abril de 2013). "A esfingosina-1-fosfato suprime a secreção de CXCL8 induzida por TLR de células T humanas". Jornal de Biologia de Leucócitos . 93 (4): 521–8. doi : 10.1189/jlb.0712328 . PMID 23345392 . S2CID21897008 .
9. ↑   Hazell GG, Hindmarch CC, Papa GR, Roper JA, Lightman SL, Murphy D, e outros. (janeiro de 2012). "Receptores acoplados à proteína G nos núcleos hipotalâmicos paraventriculares e supraópticos - portas de entrada serpentinas para a homeostase neuroendócrina" . Fronteiras em Neuroendocrinologia . 33 (1): 45–66. doi : 10.1016/j.yfrne.2011.07.002 . PMC3336209 . _ PMID21802439 .
10. ↑   Dorsam RT, Gutkind JS (fevereiro de 2007). "Receptores acoplados à proteína G e câncer". Avaliações da natureza. Câncer . 7 (2): 79–94. doi : 10.1038/nrc2069 . PMID17251915 . _ S2CID10996598.
11. ↑   Venkatakrishnan AJ, Deupi X, Lebon G, Tate CG, Schertler GF, Babu MM (fevereiro de 2013). "Assinaturas moleculares de receptores acoplados à proteína G". Natureza . 494 (7436): 185–94. Bibcode : 2013Natur.494..185V . doi : 10.1038/nature11896 . PMID23407534 . _ S2CID4423750 .
12. ↑   Hollenstein K, de Graaf C, Bortolato A, Wang MW, Marshall FH, Stevens RC (janeiro de 2014). "Insights sobre a estrutura dos GPCRs classe B" . Tendências em Ciências Farmacológicas . 35 (1): 12–22. doi : 10.1016/j.tips.2013.11.001 . PMC 3931419 . PMID24359917 .
13. ↑   Palczewski K, Kumasaka T, Hori T, Behnke CA, Motoshima H, Fox BA, e outros. (agosto de 2000). "Estrutura cristalina da rodopsina: receptor acoplado à proteína AG". Ciência . 289 (5480): 739–45. Bibcode : 2000Sci...289..739P . CiteSeerX 10.1.1.1012.2275 . doi : 10.1126/science.289.5480.739 . PMID10926528 .
14. ↑  Rasmussen SG, Choi HJ, Rosenbaum DM, Kobilka TS, Thian FS, Edwards PC, e outros. (Novembro de 2007). "Estrutura cristalina do receptor acoplado à proteína G beta2 adrenérgico humano". Natureza . 450 (7168): 383–7. Bibcode : 2007Natur.450..383R . doi : 10.1038/nature06325 . PMID17952055 . _ S2CID4407117 .
15. ↑    Cherezov V, Rosenbaum DM, Hanson MA, Rasmussen SG, Thian FS, Kobilka TS, et al. (Novembro de 2007). "Estrutura cristalina de alta resolução de um receptor acoplado à proteína G beta2-adrenérgico humano projetado". Ciência. 318(5854): 1258–65. Código Bib:2007Sci...318.1258C. doi:10.1126/science.1150577. PMC  2583103 . PMID17962520.
16. ↑   Rosenbaum DM, Cherezov V, Hanson MA, Rasmussen SG, Thian FS, Kobilka TS, e outros. (Novembro de 2007). "A engenharia GPCR produz insights estruturais de alta resolução sobre a função do receptor beta2-adrenérgico" . Ciência . 318 (5854): 1266–73. Bibcode : 2007Sci...318.1266R . doi : 10.1126/science.1150609 . PMID17962519 . _ S2CID1559802 .
17. ↑   Rasmussen SG, Choi HJ, Fung JJ, Pardon E, Casarosa P, Chae PS, e outros. (janeiro de 2011). "Estrutura de um estado ativo estabilizado por nanocorpo do adrenoceptor β (2)" . Natureza . 469 (7329): 175–80. Bibcode : 2011Natur.469..175R . doi : 10.1038/nature09648 . PMC3058308 . _ PMID21228869
18. ↑  Rosenbaum DM, Zhang C, Lyons JA, Holl R, Aragão D, Arlow DH, e outros. (janeiro de 2011). "Estrutura e função de um complexo agonista-β (2) adrenoceptor irreversível" . Natureza . 469 (7329): 236–40. Bibcode : 2011Natur.469..236R . doi : 10.1038/nature09665 . PMC3074335 . _ PMID21228876
19. ↑   Warne T, Moukhametzianov R, padeiro JG, Nehmé R, Edwards PC, Leslie AG, e outros. (janeiro de 2011). "A base estrutural para a ação agonista e agonista parcial em um receptor β (1) -adrenérgico" . Natureza . 469 (7329): 241–4. Bibcode : 201
20. ↑   Xu F, Wu H, Katritch V, Han GW, Jacobson KA, Gao ZG, e outros. (abril de 2011). "Estrutura de um receptor de adenosina A2A humano ligado a um agonista" . Ciência . 332 (6027): 322–7. Bibcode : 2011Sci...332..322X . doi : 10.1126/science.1202793 . PMC3086811 . _ PMID 21393508
21. ↑   Rasmussen SG, DeVree BT, Zou Y, Kruse AC, Chung KY, Kobilka TS, e outros. (julho de 2011). "Estrutura cristalina do complexo receptor β2 adrenérgico-proteína Gs" . Natureza . 477 (7366): 549–55. Bibcode : 2011Natur.477..549R . doi : 10.1038/nature10361 . PMC3184188 . _ PMID21772288 .
22. ↑   Yamauchi T, Kamon J, Ito Y, Tsuchida A, Yokomizo T, Kita S, e outros. (junho de 2003). "Clonagem de receptores de adiponectina que medeiam os efeitos metabólicos antidiabéticos". Natureza . 423 (6941): 762–9. Bibcode : 2003Natur.423..762Y . doi : 10.1038/nature01705 . PMID12802337 . _ S2CID52860797.
23. ↑   Qin K, Dong C, Wu G, Lambert NA (agosto de 2011). "Pré-montagem em estado inativo de receptores acoplados a G (q) e heterotrímeros G (q)". Biologia Química da Natureza. 7(10): 740–7. doi:10.1038/nchembio.642. PMC3177959. _ PMID21873996.
24. ↑   Lohse MJ, Benovic JL, Codina J, Caron MG, Lefkowitz RJ (junho de 1990). "beta-Arrestina: uma proteína que regula a função do receptor beta-adrenérgico". Ciência . 248 (4962): 1547–50. Bibcode : 1990Sci...248.1547L . doi : 10.1126/science.2163110 . PMID2163110
25. ↑  Luttrell LM, Lefkowitz RJ (fevereiro de 2002). "O papel das beta-arrestinas na terminação e transdução de sinais de receptores acoplados à proteína G". Jornal de Ciência Celular . 115 (Pt 3): 455–65. doi : 10.1242/jcs.115.3.455 . hdl : 10161/7805 . PMID11861753 .
26. ↑   Cahill TJ, Thomsen AR, Tarrasch JT, Plouffe B, Nguyen AH, Yang F, e outros. (março de 2017). "Conformações distintas dos complexos GPCR-β-arrestina medeiam a dessensibilização, sinalização e endocitose" . Anais da Academia Nacional de Ciências dos Estados Unidos da América . 114 (10): 2562–2567. Código Bib : 2017PNAS..114.2562C . doi : 10.1073/pnas.1701529114 . PMC5347553 . _ PMID 28223524 .
27. ↑   Kumari P, Srivastava A, Banerjee R, Ghosh E, Gupta P, Ranjan R, e outros. (novembro de 2016). "Competência funcional de um complexo GPCR-β-arrestina parcialmente engajado" . Comunicações da Natureza . 7 : 13416. Bibcode : 2016NatCo...713416K . doi : 10.1038/ncomms13416 . PMC 5105198 . PMID27827372
28. ↑  Thomsen AR, Plouffe B, Cahill TJ, Shukla AK, Tarrasch JT, Dosey AM, e outros. (agosto de 2016). "Supercomplexo GPCR-G Proteína-β-Arrestina medeia sinalização sustentada da proteína G" . Célula . 166 (4): 907–919. doi : 10.1016/j.cell.2016.07.004 . PMC 5418658 . PMID27499021
29. ↑   Nguyen AH, Thomsen AR, Cahill TJ, Huang R, Huang LY, Marcink T, e outros. (dezembro de 2019). "Estrutura de um megacomplexo de proteína-β-arrestina GPCR-G de sinalização endossomal" . Biologia Estrutural e Molecular da Natureza . 26 (12): 1123–1131. doi : 10.1038/s41594-019-0330-y . PMC 7108872 . PMID 31740855
30. ↑  Latão LF (setembro de 2003). "Trombina e ativação plaquetária". Peito . 124 (3 Suplementos): 18S–25S. doi : 10.1378/chest.124.3_suppl.18S . PMID12970120 . _ S2CID22279536
31. ↑  Digby GJ, Lober RM, Sethi PR, Lambert NA (novembro de 2006). “Alguns heterotrímeros da proteína G dissociam-se fisicamente em células vivas” . Anais da Academia Nacional de Ciências dos Estados Unidos da América . 103 (47): 17789–94. Código Bib : 2006PNA
32. ↑  Rubenstein LA, Lanzara RG (1998). “A ativação de receptores acoplados à proteína G envolve a modulação da cisteína na ligação do agonista” . Jornal de Estrutura Molecular: Theochem . 430 : 57–71. doi : 10.1016/S0166-1280(98)90217-2 .